# Brainternet
Brainternet là một dự án của nhóm sinh viên tại Đại học Witwatersrand ở Johannesburg, Cộng hòa Nam Phi, tương tác với một Emotiv SDK (được viết bằng Java) đọc dữ liệu về hoạt động của bộ não con người thông qua cảm xúc, suy nghĩ và biểu cảm khuôn mặt của người dùng để kết nối với mạng lưới internet và dùng thông tin này cho machine learning.
Là một công cụ thu thập tín hiệu từ sóng nã bằng việc sử dụng thiết bị vô tuyến điện tử EMODIV EPOC 14 (sản phẩm của công ty Emotiv), với chi phí trung bình là khoảng 800 đô la Mỹ (năm 2017). Cảm biến điện não đồ thu thập các xung điện của vỏ não ở 14 điểm của thùy trán, thùy thái dương, thùy chẩm. Sau khi thu thập dữ liệu, những dữ liệu số này được xử lý bằng phương pháp vector tham chiếu (SVM: support vector machine), một trong các loại hình xử lý tín hiệu số phổ biến. Hơn nữa, trên cơ sở những dữ liệu này, thuật toán này liên kết công việc của não - vô hình với con người - và các hoạt động thể chất cụ thể của người trong môi trường bên ngoài. Kết quả là, Brainternet có thể xác định một số hành động của một cá nhân, ví dụ, dựa trên dữ liệu nhận được, thuật toán có thể xác định xem một người đang đứng hay đi bộ. xem phim.. tương tự như việc quan sát chuyển động mắt trong các game AR
Ông Adam Pantanowitz cho biết: “Brainternet mở ra một giới hạn mới trong việc kết nối bộ não với máy tính. Chúng ta vẫn còn khá ít dữ liệu về việc làm cách nào bộ não xử lý các thông tin. Brainternet chính là cách đơn giản để giúp chúng ta hiểu hơn về bộ não, cũng như giúp các hệ thống máy tính hiểu hơn về cách hoạt động của bộ não người”.
Có thể đây là tham vọng tương lai nhưng nó có thể là ý tưởng nảy sinh để tạo ra những hệ thống máy tính mô phỏng chính xác cách thức hoạt động của bộ não người.